# François Kollar
François Kollar (* 8. Oktober 1904 in Szempc, damals Königreich Ungarn, als František Kollár; † 3. Juli 1979 in Créteil, Frankreich) war ein französischer Mode- und Industriefotograf ungarischer Herkunft.

## Leben
Kollar emigrierte 1924 nach Frankreich, wo er zunächst bei Renault arbeitete. 1927 begann er als Fotograf bei Bernès, Marouteau & Cie, wechselte dann zu Draeger Frères, wo er sich die Verfahren wie Solarisation und Montage aneignete und 1928 Werkstattchef wurde. Die Werbeaufnahme eines Grammophons für die Reifenfirma Goodrich 1929 in der Zeitschrift L'Illustration erregte Aufsehen und machte ihn international bekannt. 1930 eröffnete Kollar mit Unterstützung des amerikanischen Bildhauers Jo Davidson ein erstes eigenes Atelier und heiratete am 30. Oktober Fernande Papillon.
In den folgenden Jahren veröffentlichte Kollar in Zeitschriften wie Harper’s Bazaar, Plaisir de France, Die Dame, Le Figaro illustré, L'art vivant, Vendre, Voilà und VU. Er arbeitete für Modeschöpfer wie Elsa Schiaparelli, Coco Chanel und Marcel Rochas, deren Modelle er mit dramatischen und extravaganten Lichtinszenierungen zur Geltung brachte, und er fotografierte Parfüms für Worth und Coty.
Ab 1931 reiste Kollar im Auftrag des Verlages Horizons de France mit einer schweren Holzkamera vier Jahre lang durch über 40 französische Départements und dokumentierte die verschiedenen Berufe anhand charakteristischer Gesten und Abläufe. Es entstanden so über 10.000 Aufnahmen, von denen 1358 als Heliogravüren in 15 Heften des Verlagsprojekts La France travaille erscheinen.
In den 1930er Jahren nahm Kollar an zahlreichen Ausstellungen teil, er gestaltet den Pavillon français de la photographie auf der Weltausstellung 1939 in New York und realisierte auf der Pariser Weltfachausstellung von 1937 bemerkenswerte Nachtaufnahmen.
Nach dem Zweiten Weltkrieg, der seine Arbeit unterbrach, eröffnete er ein neues Atelier in der Rue Notre-Dame-de-Lorette im 9. Arrondissement und arbeitete weiter für die Presse, so veröffentlichte er 1951 einen umfangreichen Bildbericht über Westafrika.
Ab den 1960er Jahren widmete er sich wieder zunehmend der Industriereportage.
1965 zog er nach Créteil, wo er einen Fotoladen eröffnete.
Sein Nachlass, bestehend aus 32.000 Negativen und 3.000 Abzügen aus der Zeit von 1927 bis 1965, wurde von Kollars Kindern, Jean-Michel, Marie-Françoise und Jean-Bernard 1987 dem französischen Staat übereignet und befindet sich heute im Besitz der Mission du Patrimoine Photographique.

## Ausstellungen (Auswahl)
- 1981: Photographies 1928–1940, Rencontres d’Arles
- 2004: Rétrospective, Magyar Fotográfusok Háza, Mai Manó Ház, Budapest
- 2016: François Kollar. Un Ouvrier au Regard, Galerie nationale du Jeu de Paume, Paris[4][5]